# Carlos Chagas
Carlos Justiniano Ribeiro das Chagas (Oliveira, Minas Gerais, 9 de julio de 1879-Río de Janeiro, 8 de noviembre de 1934) fue un médico e investigador brasileño, descubridor en 1909 de la tripanosomiasis americana, también llamada en su honor enfermedad de Chagas, mientras trabajaba en el Instituto Oswaldo Cruz de Río de Janeiro. El trabajo de Chagas es único en la historia de la medicina, puesto que fue el único investigador en describir completamente una nueva enfermedad infecciosa: su patógeno, su vector (miembros de la familia Triatominae), su hospedador, sus manifestaciones clínicas y su epidemiología.

## Primeros años
Chagas era hijo de José Justiniano das Chagas, un cafetalero de Minas Gerais, y Mariana Cândida Chagas. Después de cursar sus estudios secundarios en Itu, São Paulo, y São João del Rei, se alistó en la Escuela de Ingeniería Minera de Ouro Preto. En 1897 se cambió a la Escuela de Medicina de Río de Janeiro, influido por su tío, quien era médico y dueño de un hospital en esa ciudad. Chagas se graduó en 1902 y obtuvo su doctorado al año siguiente con una tesis sobre la hematología de la malaria, trabajando en el nuevo instituto de investigaciones médicas creado por el notable médico y, más tarde, amigo y colega, Oswaldo Cruz (1872-1917).
Luego de un breve trabajo como practicante de medicina en el interior, Chagas aceptó un puesto de autoridad en el puerto de São Paulo, São Paulo, con la misión de luchar contra la epidemia de malaria que estaba afectando a los trabajadores. Allí introdujo una novedad que consistía en utilizar piretro, un insecticida, para desinfectar las casas, obteniendo un éxito sorprendente. Su trabajo publicado sobre este método sirvió como base para la prevención de la malaria alrededor del mundo y fue adoptado por un servicio del Ministro de Salud en Brasil, el cual se estableció expresamente para este propósito.

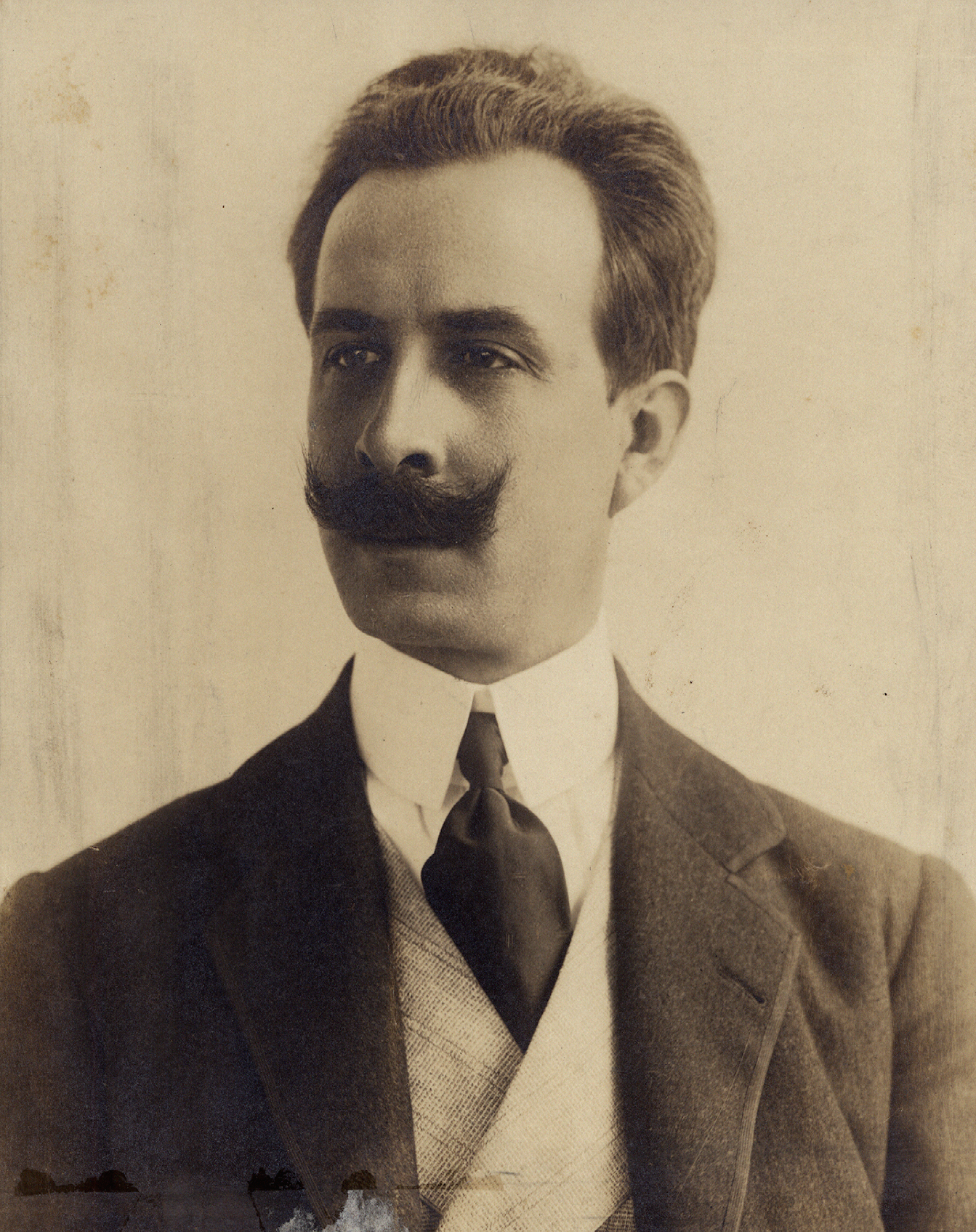
Carlos Chagas.

## El descubrimiento de la enfermedad de Chagas

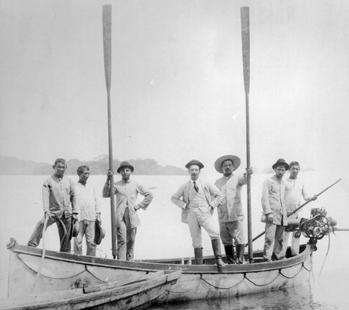
Carlos Chagas en una expedición en la Amazonia.

En 1906, Chagas regresó a Río de Janeiro y se unió al Instituto Oswaldo Cruz, en donde continuó trabajando por el resto de su vida. En 1909, fue enviado por el Instituto al pueblo de Lassance, cerca del río Das Velhas, para combatir una epidemia de malaria entre los trabajadores de una nueva línea de ferrocarril a la ciudad de Belém en el Pará. Permaneció allí por los siguientes dos años y pronto fue capaz de observar la peculiar invasión de las casas rurales por un insecto hematófago del género Triatoma, un tipo de "insecto asesino" (barbeiro o "barbero" en portugués, así llamado porque succiona la sangre durante la noche en la cara de sus víctimas u otras áreas del cuerpo). Descubrió que los intestinos de estos insectos albergaban un protozoo flagelado, una nueva especie del género Trypanosoma, y fue capaz de probar experimentalmente que podía ser transmitido a los monos tití que eran picados por el insecto infectado. Chagas llamó a este nuevo parásito Schizotrypanum cruzi, en honor a Oswaldo Cruz (más tarde rebautizado Trypanosoma cruzi).

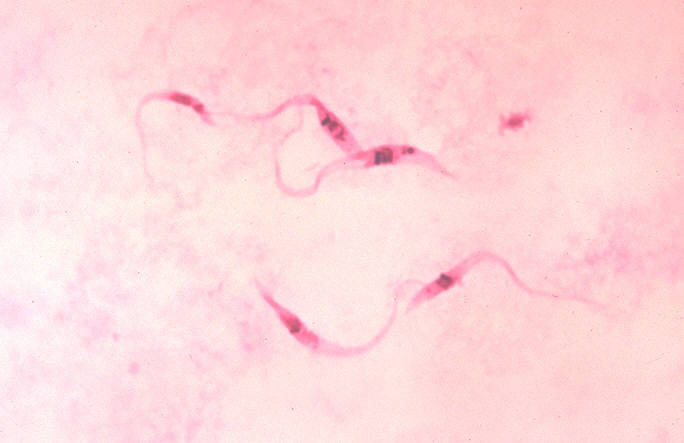
Trypanosoma cruzi protozoario causante de la Enfermedad de Chagas.

Chagas sospechaba que el parásito podría causar la enfermedad humana, debido a la prevalencia del vector insecto en hogares humanos y su hábito de picar gente, por lo que tomó muestras de sangre y, el 23 de abril de 1909, descubrió por primera vez al protozoario Trypanosoma en la sangre de una niña de tres años. También observó inclusiones parasitarias en el cerebro y el miocardio que podrían explicar algunas de las manifestaciones clínicas en personas enfermas, y cerró el ciclo vital del parásito propuesto, sugiriendo que el armadillo podría ser su reservorio natural. Para completar su trabajo sobre la patología de la nueva enfermedad, Chagas describió 27 casos de formas agudas de la enfermedad y realizó más de 100 autopsias a pacientes que exhibían la forma crónica.
Su descripción de la nueva enfermedad se convirtió en un clásico en medicina y le trajo distinción nacional e internacional. Fue elegido para la Academia Nacional de Medicina y recibió el prestigioso Premio Schaudinn por el mejor trabajo en protozoología y medicina tropical, el 22 de junio de 1912. Los contendientes eran genios tales como Paul Ehrlich (1854-1915), Emile Roux (1853-1933), Ilya Mechnikov (1845-1916), Charles Laveran (1845-1922), Charles Nicolle (1866-1936) y Sir William Boog Leishman (1865-1926), muchos de los cuales ya habían recibido o recibirían el Premio Nobel de Medicina. Chagas fue nominado dos veces al Premio Nobel, en 1913 y 1921, pero nunca recibió el premio.

## Últimos años
Tras la muerte de su mentor en 1917, Chagas aceptó la dirección del Instituto, un cargo que mantuvo hasta su muerte en 1934. Desde 1920 a 1924 se convirtió en el director del Departamento de Salud en Brasil. Chagas era muy activo organizando servicios y campañas especiales de cuidado de la salud y prevención para la epidemia de gripe española, las enfermedades de transmisión sexual, la lepra, la pediatría, la tuberculosis y enfermedades endémicas rurales. Creó una escuela de enfermería y fue el fundador del concepto de medicina sanitaria, el primer cargo de medicina tropical y el estudio graduado de higiene.
El descubrimiento de Chagas fue reconocido nacional e internacionalmente como uno de los logros más importantes de la parasitología. Fue nominado dos veces al Premio Nobel de Fisiología o Medicina (en 1913 y 1921). Nunca recibió el premio, pero muy probablemente se haya debido a la fuerte oposición política de parte del establecimiento médico de Brasil en aquel momento.
Chagas murió en Río de Janeiro de un infarto agudo de miocardio, con tan solo 55 años. Uno de sus hijos, Dr. Carlos Chagas Filho (1910-2000), se convirtió en un científico eminente y reconocido internacionalmente en el campo de la neurofisiología y presidente de la Academia Pontificia de las Ciencias. Otro hijo, Evandro Chagas (1905-1940), fue también un médico e investigador de la medicina tropical, quien murió en un accidente a los 35 años. Su nombre es honrado por la importante institución biomédica Instituto Evandro Chagas, en Belém, estado de Pará.

## Honores y reconocimientos
En Brasil, en su estado natal de Minas Gerais, un municipio lleva su nombre, "Municipio Carlos Chagas". También, un billete brasileño de 10000 cruzados llevó su efigie, en su edición de 1989, posteriormente resellado a 10 nuevos cruzados.

## Obras y publicaciones
- CHAGAS, CARLOS. 1905: “Prophylaxia do impaludismo”. Rio de Janeiro, Typ. Besnard Frères. 48 p. (Trabajo del Instituto de Manguinhos)
- CHAGAS, CARLOS. 1908: “Beitrag zur Malariaprophylaxis”. Zeitschrift für Hygiene und Infektionskrankheiten. 60: 321-334
- CHAGAS, CARLOS. 1909a: “Nouvelle espèce de Trypanosomiase humaine”. Bulletin de la Société de pathologie exotique. 2:304-307
- CHAGAS, CARLOS. 1909b: “Nova trypanozomiaze humana. Estudos sobre a morfolojia e cíclo evolutivo do Schizotripanum cruzi n. gen. n. sp., ajente etiolòjico de nova entidade morbida do homem”. Memòrias di Instituto Oswaldo Cruz, Rio de Janeiro, 1(2):159-218
- CHAGAS, CARLOS. 1909c: “Ueber eine neue Trypanosomiasis des Menschen. Zweite vorläufige Mitteilung”. Archiv für Schiffs- und Tropenhygiene unter besonderer Berücksichtigung der Pathologie und Therapie. 13(11):351-353
- CHAGAS, CARLOS. 1913: “Les formes nerveuses d’une nouvelle Trypanosomiase (Trypanosoma Cruzi inoculé par Triatoma megista) (Maladie de Chagas)”. Nouvelle iconographie de la Salpêtrière, clinique des maladies du systeme nerveux. 26:1-9
- CHAGAS, CARLOS. 1913: “Revision of the life cycle of Trypanosoma Cruzi”. Supplementary note. Manguinhos - Rio de Janeiro. 5 pp.
- CHAGAS, CARLOS. 1916: “Processos patogénicos de tripanosomiase americana”.Memòrias di Instituto Oswaldo Cruz, Rio de Janeiro. 8(2):5-36
- CHAGAS, CARLOS. 1920: “Cardiac form of American Trypanosomiasis”. 25 pp.
- CHAGAS, CARLOS. 1921: “American Trypanosomiasis. Study of the parasite and of the transmitting insect”. Proceedings of the Institute of Medicine of Chicago, 1921, 3: 220-242. The Chicago Medical Recorder, Chicago. 43:609-627
- CHAGAS, CARLOS. 1925: "Amerikanische Trypanosomiases (Chagasche Krankheit). Kurse ätiologische und Klinische Betrachtungen". 14 pp.
- CHAGAS, CARLOS. 1925: “Ueber die amerikanische Trypanosomiasis (Chagaskrankheit)”. Münchener medizinische Wochenschrift. 72(47):2039-2040
- CHAGAS, CARLOS. 1927: “Quelques aspects evolutifs du Trypanosoma cruzi dans l’insecte transmetteur”. Comptes rendus de la Société biologique, Paris. 97(25): 824-832
- CHAGAS, CARLOS. 1928: “Sur les alterations du coeur dans la trypanosomiase americaine. (Maladie de Chagas)”. Archives des maladies du coeur, des vaisseaux et du sang, Paris. 21(10):641-655
- CHAGAS, CARLOS. 1929: “Amerikanische Trypanosomenkrankheit, Chagaskrankheit”. En: Enrico Villela and H. da Rocha Lima. In Carl Mense: Handbuch der Tropenkrankheiten, 3ª ed. vol. 5, parte 1: 673-728